# Ming’s Samba
Ming's Samba ist ein Jazz-Album des David Murray Quartetts. Es wurde am 20. Juli 1988 in New York City von Bob Thiele aufgenommen und erschien 1989 dem Label Portrait, einem Sublabel der Columbia Records.

## Das Album
Nach seinem Debüt-Konzert in New York mit Mark Dresser und Stanley Crouch im Jahr 1975 und einer ganzen Reihe von Alben, die David Murray seit Ende der 1970er Jahre für kleinere Label wie hat Art, India Navigation, Black Saint oder DIW eingespielt hatte, erhielt der damals 33-jährige Tenorsaxophonist und Bassklarinettist für sein Album Ming's Samba erstmals die Gelegenheit, für ein größeres Label aufzunehmen. Noch zu Beginn des Jahres 1988 hatte Murray mit seiner working band aus Dave Burrell, Fred Hopkins und Ralph Peterson Jr für DIW einen Zyklus von vier Themenalben eingespielt; Lovers, Tenors, Ballads und Spirituals. Schon die vier DIW-Alben zeigten nach seinen avantgardistischen Anfangsjahren David Murrays konsequente Hinwendung zu einer sich mehr der Jazz-Tradition zuwendenden Spielhaltung seit Mitte der 1980er Jahre.
Für die Portrait-Session arbeitete Murray mit altvertrauten Musikern; mit dem Pianisten John Hicks, dem Bassisten Ray Drummond und dem Schlagzeuger Ed Blackwell hatte er bereits 1986 das Black Saint-Album I Want to Talk About You aufgenommen. Ming's Samba wird eröffnet von dem Calypsoartigen Titelstück Ming’s Samba; das Quartett spielte es in einer ausgelassenen karnevalsartigen South of the Border-Stimmung und gibt dem Titel mit Vibrato eine Barrelhouse-Atmosphäre, so Carlos Figuera in den liner notes.
 Hier verschmilzt Murray frei afro-karibische Klänge mit Blues, Gospel und Free-Jazz-Anklängen.

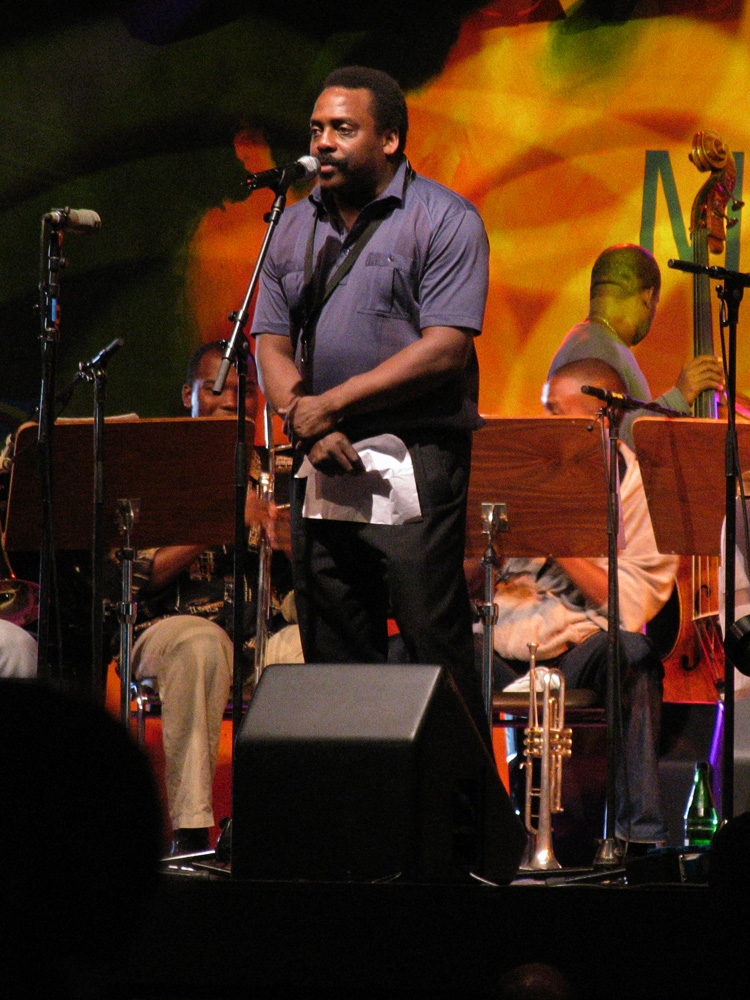
David Murray 2004 beim Moers Festival

Das anschließende Rememberin' Fats ist dem Andenken an Fats Waller gewidmet; die mid-tempo-Nummer soll die gut gelaunte Stimmung – wenn nicht sogar den Stil Wallers, so Scott Yanow – wiedergeben, die der legendäre Swingpianist mit Titeln wie The Joint is Jumping, Hold Tight oder Viper's Drag bei seinen Samstagnacht-Shows verbreitete. John Hicks hat hier Gelegenheit für ein ausgedehntes Solo im funkigen Bluesidiom.

Die Ballade Nowhere Everafter steuerte sein langjähriger musikalischer Partner Lawrence „Butch“ Morris bei, ein klassisches Beispiel für David Murrays von Paul Gonsalves und Ben Webster beeinflusstes Balladenspiel. Der Saxophonist geht in dem kurzen Stück dabei ekstatisch-gefühlvoll in die höchsten Register seines Instruments. Besonders die langsamen Stücke in seinem Repertoire dieser Phase sind es, in die er tiefes Gefühl einbringt und die seine ganze Kraft und Biegsamkeit offenbaren.

Spooning ist „ein düsterer, eleganter und bewegter Tango, der die romantische Seite von David Murray zeigt,“ schrieb Carlos Figuara, „sei Stimme ist hier mit Lust und Leidenschaft feurig“. Eine sichere Unterstützung erfährt er hier besonders durch Ed Blackwell, der Murray marschartig anstachelt.

Den letzten Titel des Albums, Walter's Waltz widmete Murray, der hier zur Bassklarinette wechselte, dem Andenken an seinem Vater Walter P. Murray; im Mittelteil haben Pianist John Hicks und Bassist Ray Drummond zwei längere Soli; es endet mit einer Coda.

## Rezeption des Albums
In seiner Besprechung des Albums bei AllMusic, das das Album mit der zweithöchsten Note auszeichnete, meinte Scott Yanow, Murray spiele „in der Tradition“ der klassischen Quartett-Besetzung. Yanow erwähnt besonders Nowhere Everafter; es sei eine „warme, gehauchte Ballade“. Das Solo lässt im Stil an den Tenorsaxophonisten John Klemmer denken. Des Weiteren erwähnt der Autor den Tango Spooning; der (zu erwartende) Einfluss des Bassklarinettisten Eric Dolphy zeige sich in Walter's Waltz, obwohl Dolphy nie mit Knallgeräuschen (slap-tongued) gespielt habe. Pianist John Hicks habe bei dieser Session einige brillante Soli in dem komplexen Material, Drummond sei hervorragend bei der Begleitung von Murray (wie in Walter's Waltz zu hören) und der schillernd agierende Ed Blackwell erweise sich als ein perfekter Gegenpart für den Leader. Das Album sei zu empfehlen, auch wenn es wahrscheinlich sehr schwer zu finden ist.
Scott Albin von Jazz.com bewertet Ming's Samba mit 95 (von 100 möglichen) Punkten; er lobt, dass ohne Einschränkungen unterhaltsame Album zeige im dreizehnten Jahr von David Murrays Plattenkarriere seine abgerundete und gut verankerte Fähigkeit, verschiedene Stilrichtungen wie Hardbop und Free Jazz mit den Gospel-, R&B und Funk-Wurzeln seiner Jugend zu verschmelzen. Albin hebt besonders das Calypso-Titelstück hervor, in dem Murray „mit einer rhythmischen Sicherheit einherstolziere und einen unnachgiebigen kreativen Kraftimpuls zeige, er an Sonny Rollins´ Calypso-Attacken erinnere“. Gerade hier sei Murrays Klangfarbe näher an Rollins´ als sonst. Sein langes Solo, zeitweise dicht und verschachtelt, sei höchst unterhaltsam; er spiele mit Schreien und Kreischen in den höchsten Registern und Überblasen, bleibe aber sonst in einer eher traditionellen, relativ zurückhaltenden straight-ahead Spielweise in diesem Set. Das Album könne daher nur denjenigen Hörer enttäuschen, der einen eher waghalsig spielenden Murray erwarte; währenddessen alle anderen, die ihn noch nie so unprätentiös haben spielen hören, angenehm überrascht sein werden.

## Die Titel des Albums

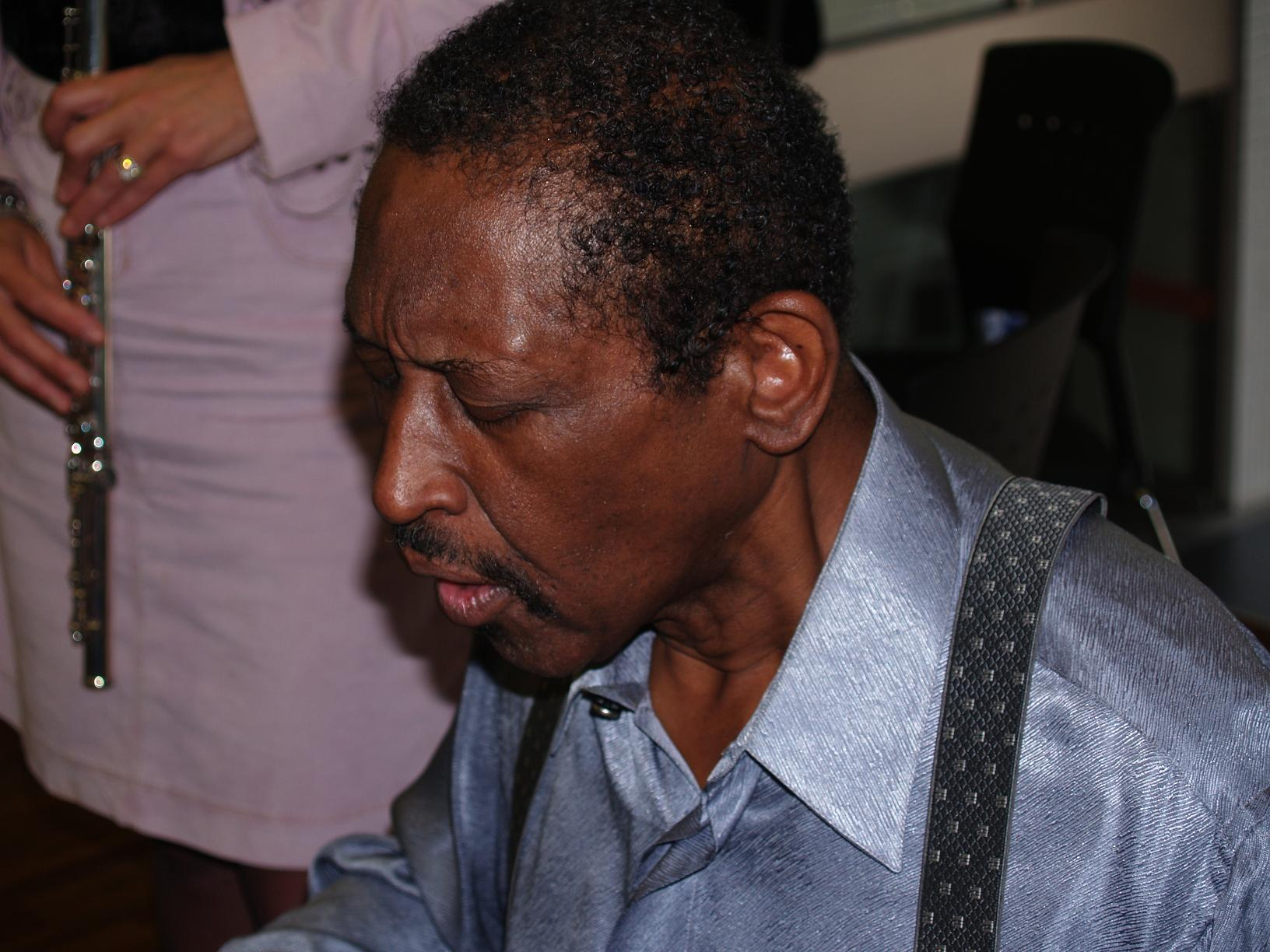
John Hicks

- David Murray: Ming’s Samba (Portrait RK 44432)
  1. Ming’s Samba – 10:55
  2. Rememberin’ Fats (for Fats Waller) – 8:46
  3. Nowhere Everafter (Morris) – 2:54
  4. Spooning (Morris) – 7:33
  5. Walter’s Waltz (for Walter P. Murray) – 9:24
- Alle anderen Kompositionen stammen von David Murray.